# Repton School
La Repton School (/ˈrɛptn skuːl/), fondata nel 1557, è una scuola privata nel villaggio di Repton, nel  Derbyshire, Inghilterra. Alcune delle rovine delle più antiche costruzioni datano al VI secolo.

## Sport
Nonostante la Repton School partecipi a competizioni in molteplici sport tipici per una scuola pubblica inglese di media misura (calcio, rugby, atletica) negli ultimi anni Repton ha eccelso nell'hockey e nel tennis.

## Sistema di alloggio
Similmente a molte scuole pubbliche britanniche, Repton è suddivisa in varie houses (case) dentro le quali sono alloggiati gli studenti. Repton ha 10 case di questo tipo (6 per ragazzi e 4 per ragazze) ospitando circa 60 studenti in ognuna. Le case per i ragazzi sono The Cross, Latham House, New House, The Orchard, Priory House e School House. Per le ragazze sono destinate The Abbey, Field House, The Garden and The Mitre.

## Repton a Dubai
Il 24 gennaio 2006 fu annunciato che la Repton School creerà filiali internazionali con il lancio di un nuovo collegio a Dubai, un'iniziativa del Consiglio per l'Educazione di Dubai (Dubai Education Council - DEC). La scuola inizierà ammettendo studenti al più presto nel settembre 2007 e come collegio sarà il primo nel suo genere.